# František Velecký
Pour les articles homonymes, voir Velecký.
František Velecký , souvent crédité comme Fero Velecký, né le 8 mars 1934 à Zvolen, en Tchécoslovaquie (aujourd’hui en Slovaquie) et mort le 5 octobre 2003 à Bratislava (Slovaquie), est un acteur slovaque.
Velecký est une figure très particulière du jeu d'acteur slovaque, étant aux antipodes des célébrités vénérées du showbiz grand public. Bien qu'il n'ait jamais reçu de formation formelle (en jeu d'acteur), il a réussi à gagner un grand respect des cinéastes et du public. Il a joué dans une cinquantaine de films slovaques, tchèques, allemands, hongrois et britannico/américains.
Il est surtout connu pour avoir interprété le personnage principal, Mikoláš, dans le film tchèque Marketa Lazarová.

## Biographie
Velecký naît le 8 mars 1934 à Zvolen. Il étudie d'abord le génie civil dans une école technique secondaire et travaille comme designer pendant quelques années. Cependant, depuis son plus jeune âge, il est attiré par le monde du cinéma et réussi finalement à obtenir ses premiers grands rôles dans la trentaine. Pratiquement au début de sa carrière d'acteur, après quelques films mineurs dont Každý týždeň sedem dní (1964) et Nylonový mesiac (1965), il décroche le rôle de sa vie dans Marketa Lazarová (1966). Cette expérience influence profondément le reste de sa vie. Dans des interviews, il décrit avec gratitude comment le réalisateur František Vláčil a complètement changé sa façon de voir le monde au cours de la longue production de ce film. Malgré l'impact que le rôle a eu sur le film (largement considéré comme le meilleur du cinéma tchèque) et sur sa vie, Velecký serait probablement plus reconnu par le public occidental pour ses apparitions dans Les frères Grimm de Terry Gilliam (sorti en 2005) et dans Želary (2003), nommé aux Oscar. Pendant la majeure partie de sa carrière, Velecký était libre de tout lien avec une compagnie théâtrale, à l'exception d'être brièvement associé au théâtre de Spišská Nová Ves dans les années 1980.
Au cours de sa carrière professionnelle, Velecký ne s'est pas limité à être acteur. Il est assistant réalisateur de Juraj Jakubisko sur le film Zbehovia a pútnic (1968) et il a appliqué son talent aux beaux-arts au cours des années 1990.
Velecký meurt d'un cancer le 5 octobre 2003 à Bratislava.

## Filmographie (sélection)
- 1960 : Skalní v ofsajde (sk) (débuts, non crédité)
- 1964 : Každý týždeň sedem dní
- 1964 : Prípad pré obhajcu
- 1965 : Nylonový mesiac
- 1967 : Marketa Lazarová
- 1968 : Stopy na Sitne
- 1968 : Pražské noci
- 1969 : Virágvasárnap (it)
- 1969 : Sladké hry minulého leta (cs)  (TV)
- 1970 : Noc s mačkou
- 1971 : Le Prince Bajaja (Princ Bajaja)
- 1972 : Psaume rouge (Még kér a nép)
- 1973 : Zločin contre Modré hvězde
- 1973 : Láska
- 1974 : Szerelmem, Elektra
- 1975 : Horúčka
- 1975 : Pacho, hybský zbojník (cs)
- 1976 : Na veliké ece
- 1977 : Bludicka (sk)
- 1982 : Na konci diaľnice
- 1984 : Na druhom brehu sloboda
- 1985 : Iná laska (sk)
- 1987 : O ivej vode
- 1990 : Lef asfaltového holuba
- 1992 : Lepšie je byť bohatý a zdravý ako chudobný a chorý (en)
- 2003 : Želary
- 2005 : Les Frères Grimm